# Сильвестр, Джеймс Джозеф
Джеймс Джо́зеф Сильве́стр (Сильвестер англ. James Joseph Sylvester; 3 сентября 1814, Лондон, — 15 марта 1897, Оксфорд) — английский математик и преподаватель высшей школы, профессор (1841). Много работал в США. Член Лондонского королевского общества (1841). Иностранный член-корреспондент Петербургской АН (1872).
Известен своими работами в теории матриц, теории чисел и комбинаторике. Сыграл весьма значительную роль в становлении американской математики (вторая половина XIX века), один из первых американских профессоров, основатель Американского математического журнала.

## Биография
Джеймс Джозеф Сильвестр родился 3 сентября 1814 года в городе Лондоне в еврейской семье. Отец, Авраам Джозеф, занимался торговлей. Фамилию Сильвестр (дословно — «лесной, растущий в лесу») Джеймс взял в подражание старшему брату, ставшему Сильвестром после эмиграции в Соединённые Штаты Америки.
Джеймс начал изучать математику в Сент-Джон-колледже Кембриджского университета в 1831 году. Его учёба прерывалась длительными болезнями, но в итоге он занял второе место на выпускном экзамене по математике в 1837 году. Однако он не получил степени бакалавра, так как для этого требовалось подтвердить своё согласие с догматами англиканского вероисповедания, что Сильвестр отказался сделать.

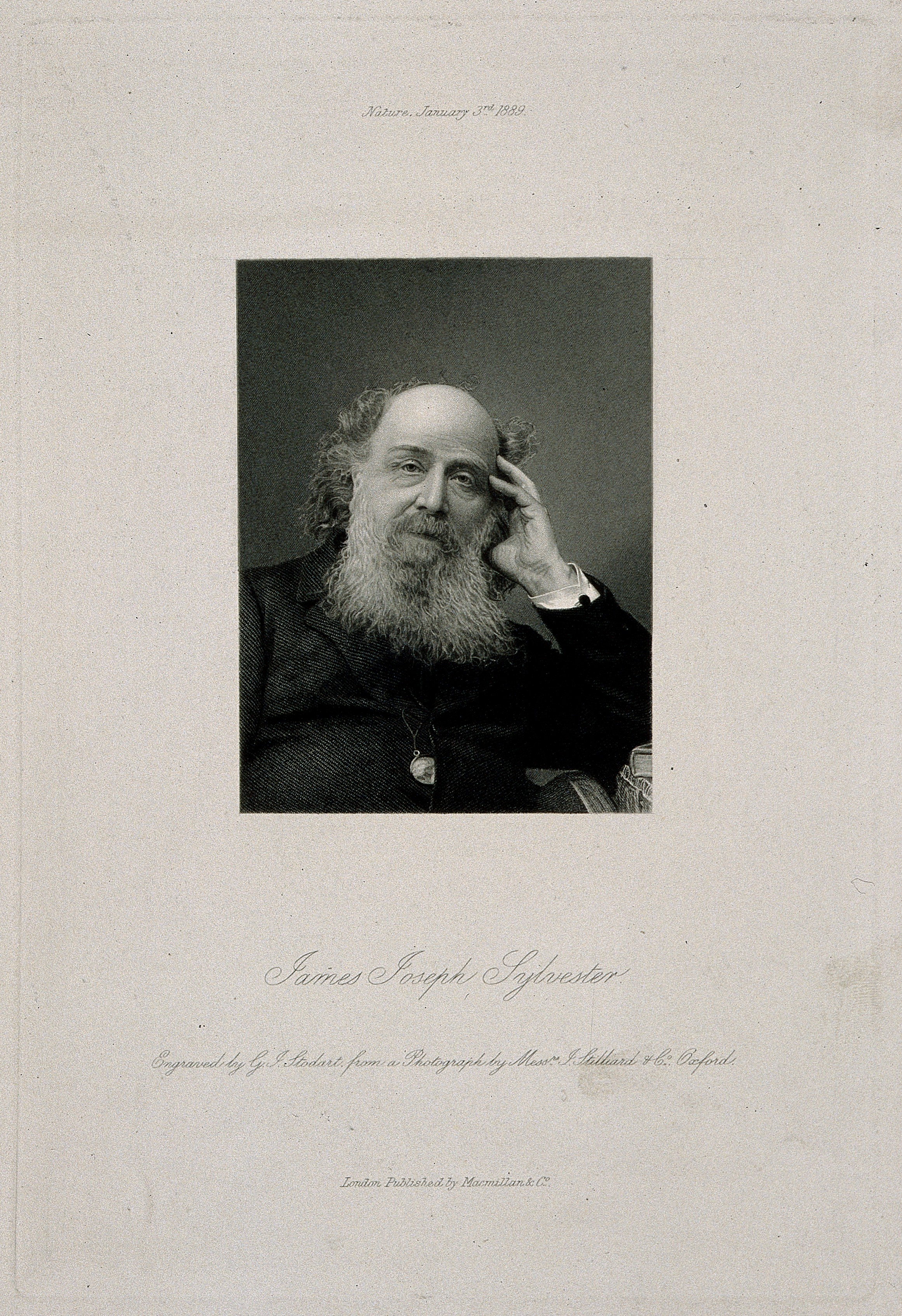
Джеймс Джозеф Сильвестр. 1889

В 1841 году он получил степень бакалавра и магистра в Тринити-колледже в Дублине. Здесь евреям, как и католикам, разрешалось получать образование, не отказываясь от своего вероисповедания. В том же году Джеймс Джозеф Сильвестр переехал в Соединённые Штаты Америки, чтобы стать профессором в Виргинском университете, но вскоре, в ноябре 1843 года, вернулся в Англию. Работал математиком (актуарием) в страховой компании (1845—1855), занимал пост профессора в военной академии в Вульвиче (1855—1870), несколько лет затем был безработным.
В 1877 году Сильвестр снова приехал в Америку, чтобы стать первым профессором математики в новом Университете Джонса Хопкинса в Балтиморе. Его жалование составило 5000 долларов (довольно щедрое по тем временам), и он потребовал, чтобы его выплачивали золотом (однако после переговоров это своё требование он снял).
В 1878 году выступил основателем «Американского математического журнала» (англ. American Journal of Mathematics) — второй в то время в США.
В 1880 году Джеймс Джозеф Сильвестр был награждён медалью Копли.
В 1883 году он вернулся в Англию, чтобы стать главой кафедры геометрии в Оксфордском университете, руководил кафедрой до самой смерти, хотя в 1892 году университет назначил ему заместителя.
Одной из страстей Сильвестра на протяжении всей жизни была поэзия; он читал и переводил работы с оригинального французского, немецкого, итальянского, латинского и греческого языков, а многие из его математических статей содержат иллюстративные цитаты из классической поэзии.
Современники описывали Сильвестра в зрелые годы как «гигантского гнома с бородой на огромной груди, к счастью без шеи, поскольку ни одна шея не выдержала бы такую чудовищную голову — лысою, за исключением нисходящего ореола волос, покрывающего место её соединения с широченными плечами». Статистик и поклонник френологии, Фрэнсис Гальтон, отмечал своё удовольствие от наблюдения «громадного купола» головы Сильвестра и весьма сожалел, что Пирсон обнаружил отсутствие положительной связи между большеголовостью (которой обладал и сам) и интеллектуальными достижениями.
Джеймс Джозеф Сильвестр умер 15 марта 1897 года в Лондоне. Похоронен на кладбище Боллс-Понд-Роуд на Кингсбери роуд в Лондоне.

## Медаль Сильвестра
Именем Сильвестра названа бронзовая медаль (см. Медаль Сильвестра), вручаемая с 1901 года Королевским обществом за выдающиеся заслуги в математике.

## Научные интересы
Автор около 180 научных работ по алгебре, теории чисел, теории вероятностей, математической физике и механике. В развитие идей А. Кэли занимался теорией инвариантов и стал одним из ведущих специалистов в этой области. Заложил основы теории элементарных делителей двух квадратичных форм, развивал теорию канонических форм (решил задачу определения простейшего вида формы), ввёл термины «инвариант», «ковариант», «коммутант», «дискриминант» и т. п.
Предложил кинематические механизмы (плагиограф, геометрический веер и др.).

### Последовательность Сильвестра
Последовательность, построенная по правилу an+1 = an2 − an + 1, с начальным значением a0 = 2 . Первые члены последовательности:
2, 3, 7, 43, 1807, 3263443, 10650056950807, 113423713055421844361000443, 12864938683278671740537145998360961546653259485195807.
Имя Сильвестра носят также матрица (вычисляющая результант двух многочленов), критерий (относящий матрицу к тому или иному знакоопределенному типу) и теорема (о конфигурациях прямых на плоскости).

## Характеристики личности
Сильвестр отличался неприятной склонностью к научным склокам, о чём можно догадаться по его работам, например, опубликованной в 1851 году статьи «Объяснения совпадения теоремы, приведённой мистером Сильвестром в декабрьском номере этого журнала, с теоремой, изложенной профессором Донкином в июньском номере». В этой статье Сильвестр принёс довольно сдержанное извинение перед Донкиным, особо отметив, что служение истине не должно сопровождаться выяснениями научного приоритета.

## Высказывания
В поэзии и алгебре мы имеем чистую идею, разработанную и выраженную посредством языка, а в живописи и химии идея, заключённая в материи, для должного проявления частично зависит от процессов обработки и ресурсов искусства.
Оригинальный текст (англ.)In poetry and algebra we have the pure idea elaborated and expressed through the vehicle of language, in painting and chemistry the idea enveloped in matter, depending in part on manual processes and the resources of art for its due manifestation

Красноречивый математик должен по природе вещей оставаться таким же редким явлением, как говорящая рыба
Оригинальный текст (англ.)An eloquent mathematician must, from the nature of things, ever remain as rare a phenomenon as a talking fish

## Память
В 1964 году Международный астрономический союз присвоил имя Джеймса Сильвестра кратеру в области северного полюса обратной стороне Луны.
Имя Сильвестра носит астероид (13658 Sylvester).